# Divide et impera
Divide et impera (hrvatski Podijeli pa vladaj) jedna je od najpoznatijih latinskih izreka koja se pripisuje Juliju Cezaru. Od njegovih vremena jedna je od vrhunskih maksima politike i sociologije, u znanosti o vladanju. Ona predstavlja kombinaciju političkih, vojnih i ekonomskih strategija koja omogućuju uspon i održavanje moći, razjedinjavanjem svojih protivnika, tako da se nisu u stanju suprotstaviti.

## Povijest
Metodom Podijeli pa vladaj uspio je rimski konzul i general Aulo Gabinije pacifizirati Judeju podijelivši Židove na pet frakcija, kako je to opisao Josip Flavije u knjizi Židovski rat (De bello Judaico) (knjiga I, 169-170)  Zahvaljujući Strabonu i njegovoj Geografiji znamo da su se Rimljani poslužili istom metodom da razjedine Ahajski savez nakon Trećeg makedonskog rata posvadivši dotadašnje saveznike međusobno, što je na kraju dovelo do raspada saveza 146. pr. Kr.
U novom dobu i Niccolò Machiavelli savjetovao je sličnu metodu u 6. poglavlju svoje knjige Umjetnost ratovanja (Dell'arte della guerra) po njemu dobar vojskovođa treba nastojati na sve načine da razjedini snage svojih neprijatelja, ili tako da njegov protivnik postane sumnjičav prema svojim ljudima u koje je dotad vjerovao, ili tako da ga na bilo koji način prisili da razdvoji svoje snage i na taj način ga oslabi.
Uporabu strategije podjeli pa vladaj pripisuje se brojnim europskim vladarima od francuskog Luja XI. do Habsburgovaca.
U svom eseju Vječni mir: Filozofska skica Immanuel Kant je maksimu Podijeli pa vladaj stavio kao treću za dobrog vladara, prve dvije su Fac et excusa (Djeluj ispričaj se kasnije) i Si fecisti, nega (Kad si napravio, zabrani)

## Osobine
Elementi metode Podijeli pa vladaj sastoje se od;
- Stvaranja ili poticanja podjele između suparnika kako bi ih se spriječilo udruživanje i ugrožavanje vladara
- Pomaganja i potjecanja svih onih koji su spremni na suradnju s vladarom
- Poticanja nepovjerenja i neprijateljstva između lokalnih vođa
- Poticanja besmislenih izdataka kod suparnika, kako bi se smanjila njihova obrambena i politička sposobnost.

Tijekom povijesti ovu su strategiju rabila mnoga carstva koja su na taj način željela proširiti svoja područja.
Metodom Podijeli pa vladaj služe se i poduzeća u tržišnoj utakmici, da istisnu konkurenciju i zavladaju nekim tržištem.

## Najpoznatiji primjeri politike Podijeli pa vladaj

### Afrika
Metodom Podijeli pa vladaj služile su se sve europske kolonijalne sile u kolonizaciji Afrike u drugoj polovici 19. stoljeća kad su ovladale nad gotovo cjelokupnim afričkim kontinentom, s relativno malim snagama. Ista politika primjenjuje se i postkolonijalnom razdoblju, pa su brojne afričke zemlje međusobno ratovale ili su u stanju trajnog neprijateljsva, što omogućuje njihovim stvarnim gospodarima lakšu kontrolu nad njima.

### Indijski potkontinent
Britanci su uspješnim provođenjem politike Podijeli pa vladaj uspjeli ovladati cijelim Indijskim potkontinentom i dugo vladati njime koristeći pritom male snage, stalno potičući sukobe između lokalnih radža.

## Vanjske poveznice
- What is a Divide and Conquer Strategy?